# Parti Progressiste Mélanésien
Die Parti Progressiste Mélanésien (englisch Melanesian Progressive Party, dt. Progressive Partei von Melanesien) ist eine politische Partei in Vanuatu.

## Geschichte
Die Partei wurde Ende der 1980er Jahre gegründet, als Abspaltung der Vanua’aku Pati. Barak Sopé, der Generalsekretär der Vanua’aku Pati, war aus der Partei ausgeschlossen worden, weil er gegen die Auflösung der  Corporation foncière urbaine (Urban Land Corporation) war, welche es den traditionellen Eigentümern von städtischen Ländereien ermöglicht hatte Einfluss zu nehmen auf die Nutzung ihres Landes. Er nannte die Entscheidung eine Verletzung des Gewohnheitsrechts und des bis dahin von der Vanua’aku Pati vertretenen politischen Programms, musste diese verlassen und gründete die Parti Progressiste Mélanésien. Er behielt den Großteil des politischen Programms der Vanua’aku Pati bei. Im Wesentlichen war sein Programm sozialistisch ausgerichtet.
Die Partei kam erstmals bei den Parlamentswahlen in Vanuatu 1991 mit vier Abgeordneten ins Parlament. Barak Sopé selbst wurde in einem ländlichen Wahlkreis von Éfaté gewählt. Er ging eine Koalition mit anderen Parteien ein um den Posten des Premierministers im November 1999 zu erringen, wurde aber bereits im April 2001 durch eine Vertrauensfrage aufgrund von Korruption abgesetzt. Wegen Urkundenfälschung zu drei Jahren Gefängnis verurteilt, erhielt er nach drei Monaten eine Begnadigung des Präsidenten und konnte sich erneut erfolgreich für einen stellvertretenden Sitz bewerben.
In den Wahlen seit 2016 konnte die Partei keine Sitze im Parlament erringen.

## Parteiprogramm
Die Partei setzt sich für finanzielle Unterstützung für Landwirte und die Einrichtung einer Landwirtschaftsbank ein und präsentiert sich als Umweltpartei. Daher hat sie eine Vereinbarung mit der Vanuatu Grin Konfederesen geschlossen und auf die Folgen des Klimawandels insbesondere für die kleinen Inseln des Pazifiks aufmerksam gemacht. Außenpolitisch hält sie an den Idealen der Vanua’aki Pati in den 1980er Jahren fest: Blockfreiheit und Unterstützung antikolonialer Bewegungen, insbesondere in Westneuguinea und Neukaledonien.

## Wahlergebnisse
| Wahl      | Stimmen                   | %                         | Mandate |
| --------- | ------------------------- | ------------------------- | ------- |
| Wahl 1991 | 9.562                     | 15,4                      | 4 / 52  |
| Wahl 1995 | Wahlbündnis Unity Front a | Wahlbündnis Unity Front a | 5 / 52  |
| Wahl 1998 | 9.635                     | 14,0                      | 6 / 52  |
| Wahl 2002 | 6.274                     | 7,9                       | 2 / 52  |
| Wahl 2004 | 4.961                     | 5,4                       | 3 / 52  |
| Wahl 2008 | 3.067                     | 2,9                       | 1 / 52  |
| Wahl 2012 | 3.379                     | 2,8                       | 2 / 52  |
| Wahl 2016 | 992                       | 0,9                       | 0 / 52  |
| Wahl 2020 | 327                       | 0,2                       | 0 / 52  |
| Wahl 2022 | –                         | –                         | 0 / 52  |